# Erzgebirgisch
Erzgebirgisch (erzgebirgisch: Arzgebirgsch) ist ein deutscher Dialekt, der heute noch im oberen westlichen Teil des Erzgebirges, aber auch in einem sehr kleinen Teil des Oberharzes in Niedersachsen gesprochen wird (Oberharzisch).
Er ist bisher nur wenig sprachwissenschaftlich erforscht.
Der von den Sprechern als eigenständig wahrgenommene Dialekt wird in der Dialektologie dem Ostmitteldeutschen zugeordnet. Da eine der Grenzen der Verschiebung von anlautendem germ. p jedoch zwischen dem Erzgebirgischen und dem Meißenischen verläuft (etwa erzgebirgisch Pfund gegenüber meißenisch Fund ‚Pfund‘), wird ersteres vereinzelt auch dem oberdeutschen Ostfränkischen zugerechnet.
Aufgrund der immer stärkeren Vermischung mit dem Obersächsischen, der Abwanderung großer Bevölkerungsteile und deren damit verbundener Abkehr vom Erzgebirgischen, insbesondere seit 1989, verringert sich die Sprecheranzahl zusehends.

## Verbreitungsgebiet und Geschichte

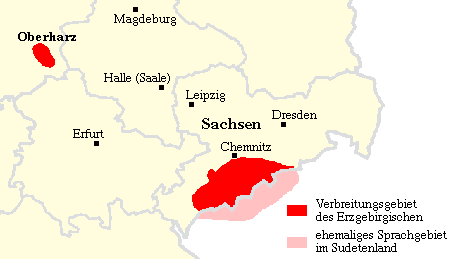
Verbreitungsgebiet

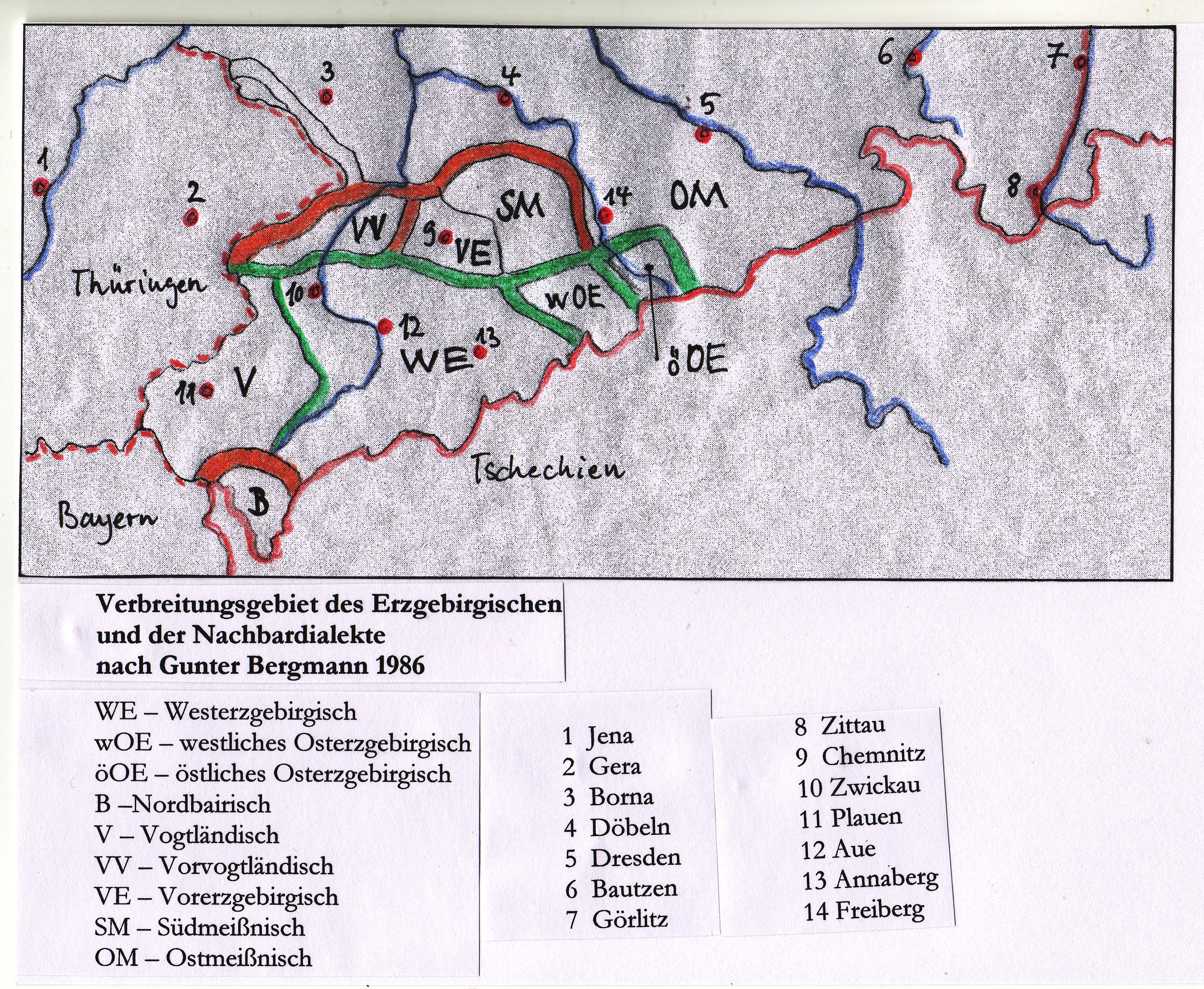
Verbreitung des Erzgebirgischen und der Nachbardialekte in Sachsen nach Gunter Bergmann 1986

Das Erzgebirgische umfasst drei Gruppen: Westerzgebirgisch, Osterzgebirgisch und Vorerzgebirgisch. Bauern aus dem mainfränkischen Raum siedelten sich seit Mitte des 12. Jahrhunderts im Erzgebirge an und brachten ihren Dialekt mit, der dem Westerzgebirgischen zugrunde liegt. Bei den anderen beiden Gruppen handelt es sich um Mischformen mit dem Obersächsischen.
Das Erzgebirgische wird heute hauptsächlich im Erzgebirgskreis gesprochen, daneben im Süden des Landkreises Mittelsachsen, im Südosten des Landkreises Zwickau sowie in Lichtenstein. Eine weitere Sprechergemeinschaft findet sich im Oberharz in der Region von Clausthal-Zellerfeld (Niedersachsen); die Vorfahren letztgenannter waren Bergleute, die im 16. Jahrhundert aus dem Erzgebirge dorthin auswanderten.
Noch 1929 wurde Erzgebirgisch auch in anderen Teilen der heutigen Landkreise Mittelsachsen, Sächsische Schweiz-Osterzgebirge sowie in Chemnitz und Zwickau gesprochen. 
Bis 1945 war das Erzgebirgische auch im angrenzenden Böhmen beheimatet. Zu nennen ist vor allem die Region Kaaden-Duppau, in deren Mundart eine Sammlung von erzgebirgischen Wörtern, Redensarten und Anekdoten veröffentlicht wurde (siehe Literatur). Die Verteilung der nach dem Ende des Zweiten Weltkriegs aus der damaligen Tschechoslowakei vertriebenen Deutschböhmen auf ganz Deutschland beschränkte jedoch in der Folge den Gebrauch der Mundart großteils auf die eigene Familie.
Trotz zahlloser in Mundart verfasster Kurzgeschichten, Gedichte und Lieder ist bisher keine Norm der Verschriftlichung des Erzgebirgischen allgemein anerkannt; die 1937 vom sächsischen Heimatverein aufgestellten Richtlinien werden seitens der Autoren kaum berücksichtigt. Eine linguistische Analyse dieser Mundart basiert daher hauptsächlich auf Feldforschung.
Fehleinordnung des Erzgebirgischen als ländliche Variante des Sächsischen (vgl. hierzu z. B. in Ethnologue) behindern Pflege und Erhalt des Dialekts ebenfalls.
Gelegentlich wird das Werk des Volksdichters und Sängers Anton Günther (1876–1937) als sprachlicher Maßstab des Dialekts angesehen.

## Sprachverwandtschaft mit oberdeutschen Dialekten
Die Gemeinsamkeiten mit den oberdeutschen Dialekten sind im Erzgebirgischen an der klaren Tendenz zu erkennen, das deutsche Verbpräfix er- durch andere Präfixe (der- (im Erzgebirgischen und im Bairischen) oder ver- (im Bairischen und Schwäbischen)) zu ersetzen (z. B. westerzgeb. derschloong [tɔɰʃloːŋ] ‚erschlagen‘, derzeeln [tɔɰtseːln] ‚erzählen‘).
Auch der Gebrauch der Partikel fei [faɪ] – typisch für Ostfränkisch und Bairisch – ist auch im Erzgebirgischen weit verbreitet.
Weiterhin ist auch im Ostfränkischen und Bairischen die Lautentsprechung des deutschen [o/ɔ] zu dialektalem [u/ʊ] (z. B. westerzgeb. huus [huːs] ‚Hose‘), sowie die starke o-Färbung des deutschen [a] (z. B. westerzgeb. hoos [hoːs] ‚Hase‘) zu finden.
Ein weiterer Punkt ist der Verlust von silbenschließendem [n] nach langen Vokalen, der im Erzgebirgischen weit verbreitet auftritt (z. B. lichtensteinisch Huuschdee [huːʂʈeː] ‚Hohenstein‘ – gemeint ist die Stadt Hohenstein-Ernstthal, in der übrigens nicht Erzgebirgisch, sondern ein meißnischer Dialekt gesprochen wird). Selten tritt dieses Phänomen in einsilbigen kurzvokalischen Wörtern auf, bei denen dann der Vokal gelängt wird (z. B. màà [mʌː] ‚Mann‘).
Auch die vor allem im lichtensteinischen oft praktizierte Auslassung des Schwa ([⁠ə⁠]) (geschrieben e) und (seltener) auch des /⁠ɪ⁠/ (kurzes i) ist typisch im Oberdeutschen (z. B. lichtenst. Reedlz [ɣeːtˡl̩ts] ‚Rödlitz‘ (der Ort Rödlitz wurde in den 1990er-Jahren nach Lichtenstein eingemeindet)).
Die folgende Tabelle verdeutlicht die Ähnlichkeit des Erzgebirgischen zu den (übrigen) oberdeutschen Dialekten. Zur Kontrolle wird das Osterländische mit aufgelistet. X steht dafür, dass das entsprechende Merkmal in den meisten Unterdialekten vorhanden ist. x bedeutet, dass es nur in Randgebieten auftritt.
| Merkmal                           | Erzgebirgisch | Ostfränkisch | Bairisch  | Alemannisch | Osterländisch |
| --------------------------------- | ------------- | ------------ | --------- | ----------- | ------------- |
| Ersetzung von er- durch der-/ver- | X             | X            | der-/ver- | ver-        | –             |
| fei                               | X             | X            | X         | –           | –             |
| o/u-Entsprechung                  | X             | X            | X         | –           | –             |
| n-Tilgung                         | X             | X            | X         | X           | –             |
| Schwa-Tilgung                     | X             | X            | X         | X           | x             |
| Zusammenfall von ch und sch       | x             | –            | –         | –           | X             |

## Unterdialekte
In der Literatur wird grundsätzlich zwischen West- und Osterzgebirgisch unterschieden. Der Unterschied zwischen den beiden Unterdialekten ist beträchtlich, die Grenzen sind jedoch fließend. Während dem Westerzgebirgischen noch ein bemerkbarer Einfluss durch das Oberfränkische zugeschrieben wird, sind im Osterzgebirgischen vor allem meißenische Elemente zu finden. Im Wesentlichen wird auf die großen Unterschiede zwischen Ost- und Westerzgebirgisch und die zahlreichen Übereinstimmungen zwischen Westerzgebirgisch, Vogtländisch und Ostfränkisch hingewiesen. Besonders an den Grenzen zum meißnischen Sprachraum sind die Übergänge fließend, was mancherorts eine eindeutige Zuordnung zum Erzgebirgischen oder zum sogenannten „Sächsischen“ unmöglich macht.
Der Dialekt der erzgebirgischen Sprachkolonie im Oberharz entwickelte sich seit der Besiedlung relativ eigenständig. Es wird angenommen, dass er sich bezüglich der Lautlehre seit Anfang des 17. Jahrhunderts nicht weiter verändert hat, im Gegensatz zu Flexionslehre und Wortschatz, welche vor allem den nordthüringischen Einflüssen unterworfen waren. Bedingt durch die Besiedlungsgeschichte ist das Oberharzische durch eine weitgehende Übereinstimmung mit dem Westerzgebirgischen geprägt, während sich osterzgebirgische Spracheinflüsse nur im geringen Umfang durchsetzen konnten.
Zum Beispiel verwendet der osterzgebirgische Dialekt (wie auch der meißnische) das Wort ni(ch) [nɪ(ç)] als Negation, wogegen im Westerzgebirgischen nèt [nɛt] gebraucht wird. Wegen der fehlenden Sprachgrenze findet man in manchen Gegenden beide Versionen nebeneinander, vor allem an der Grenze von Ost- zum Westerzgebirgischen oder zum Meißnischen.
Ein weiterer Beleg für die Verwandtschaft des meißnischen und des osterzgebirgischen Dialektes kann auch in der Abwandlung des standarddeutschen kl… und gl… bzw. kn… und gn… am Wortanfang in [tl…] resp. [tn…] gesehen werden (z. B. dlee [tˡleː] ‚klein‘, dnuchng [tⁿnʊxŋ̍] ‚Knochen‘).
Zusammenfassend lassen sich also vier Dialekte feststellen:
| Dialekt                                                     | Verbreitungsgebiet heute | Frühere zusätzliche Gebiete                                         |
| ----------------------------------------------------------- | --- | ------------------------------------------------------------------- |
| Mittelerzgebirgisch (westlicher osterzgebirgischer Dialekt) | ehemaliger Mittlerer Erzgebirgskreis mit den Städten Olbernhau und Marienberg sowie im ehemaligen Landkreis Annaberg (Nordhälfte) | Sudetenland (Weipert, Brandau, Kallich und in benachbarten Orten)   |
| Westerzgebirgisch                                           | ehemalige Landkreise Aue-Schwarzenberg, Annaberg (Südhälfte)                                                                      | Sudetenland (Dreieck von Graslitz über Schlackenwerth bis Preßnitz) |
| Osterzgebirgisch                                            | ehemalige Landkreise Dippoldiswalde, Mittweida (Westen, Süden), Freiberg (Nordwesten, Süden)                                      | Sudetenland (um St. Katharinaberg)                                  |
| Nordwesterzgebirgisch (auch „Vorerzgebirgisch“)             | ehemalige Landkreise Chemnitzer Land (Region Lichtenstein), Stollberg, Zwickau                                                    |                                                                     |
| Oberharzisch                                                | Region Clausthal-Zellerfeld und St. Andreasberg (Niedersachsen)                                                                   |                                                                     |

## Grammatik – Phonologie
Wie erwähnt, existiert keine einheitliche Rechtschreibung. Um die Sprachdaten in diesem Artikel trotzdem nahe an ihrer tatsächlichen Aussprache niederzuschreiben, muss eine Konvention gefunden werden.

### Konsonanten
Die Schreibung der Konsonanten folgt weitgehend den im Bairischen üblichen Notationen. In der folgenden Tabelle werden die in den wichtigsten erzgebirgischen Mundarten vorkommenden Sprachlaute als IPA-Zeichen dargestellt. Dahinter findet sich die Schreibung für den entsprechenden Laut, die in diesem Artikel angewendet wird, sofern sie sich vom IPA-Zeichen unterscheidet.
|                        | bilabial | bilabial | labio- dental | labio- dental | alveolar | alveolar | post- alveolar | post- alveolar | retroflex | retroflex | palatal | palatal | velar  | velar  | uvular | uvular | glottal | glottal |
| ---------------------- | -------- | -------- | ------------- | ------------- | -------- | -------- | -------------- | -------------- | --------- | --------- | ------- | ------- | ------ | ------ | ------ | ------ | ------- | ------- |
| stl.                   | sth.     | stl.     | sth.          | stl.          | sth.     | stl.     | sth.           | stl.           | sth.      | stl.      | sth.    | stl.    | sth.   | stl.   | sth.   | stl.   | sth.    |         |
| Asp. Plosive           |          |          |               |               |          |          |                |                |           |           |         |         | kʰ (k) |        |        |        |         |         |
| Nicht-asp. Plosive     | p (b)    |          |               |               | t (d)    |          |                |                |           |           |         |         | k (g)  |        |        |        |         |         |
| Affrikaten             |          |          | pf            |               | ts (z)   |          | tʃ (tsch)      |                | ʈʂ (tsch) |           |         |         |        |        |        |        |         |         |
| Frikative              |          |          | f             | v (w)         | s        |          | ʃ (sch)        |                | ʂ (sch)   |           | ç (ch)  |         | x (ch) | ɣ (r)  | χ (ch) |        | h       |         |
| Nasale                 |          | m        |               |               |          | n        |                |                |           |           |         |         |        | ŋ (ng) |        |        |         |         |
| laterale Approximanten |          |          |               |               |          | l        |                |                |           |           |         |         |        |        |        |        |         |         |
| zentrale Approximanten |          |          |               |               |          |          |                |                |           |           |         | j       |        | ɰ (r)  |        |        |         |         |

In keinem Unterdialekt kommen die postalveolaren ([⁠tʃ⁠], [⁠ʃ⁠]) und die retroflexen ([⁠ʈʂ⁠], [⁠ʂ⁠]) Laute im Kontrast vor, d. h. jeder Unterdialekt hat nur postalveolare oder nur retroflexe Laute.
Die Unterscheidung zwischen [ʂ/ʃ] und [⁠ç⁠] ist vor allem im Nordwestdialekt nicht gegeben, hier kommt nur [⁠ʂ⁠] vor, das jedoch trotzdem je nach Herkunft als /sch/ oder /ch/ geschrieben wird.
Die stimmlosen unaspirierten Plosive (b, d, g) neigen vor allem zwischen Nasalen (m, n, ng) und Vokalen dazu, stimmhaft zu werden. Dies ist jedoch nur eine Tendenz und wird in der Schreibung nicht ausgedrückt.
Eine wichtige und für Erzgebirgisch typische Lautveränderung betrifft das r. Folgt ihm einer der Laute k, g, ch oder ng (das sind die velaren Konsonanten), so wird zwischen den beiden Lauten ein [j] eingeschoben. So wird zum Beispiel Baarg (dt. „Berg“) [paːɰjk] gesprochen. Das [j] wird nicht geschrieben, da sein Auftreten vollständig vorhersagbar ist.
Der velare Zentralapproximant ([⁠ɰ⁠]) wird meistens als Velarisierung des davorstehenden Vokals realisiert. In den IPA-Transkriptionen in diesem Artikel wird konsequent [⁠ɰ⁠] verwendet.

### Vokale
Die hier vorgeschlagene Schreibung der Vokale basiert teilweise auf der offiziellen Orthografie des Schweizerdeutschen, teilweise auf der des Bairischen. Hinter dem IPA-Zeichen folgt die Schreibung des entsprechenden Vokals, falls diese sich unterscheiden.
|                  | vorne | vorne | fast vorne | fast vorne | zentral | zentral | fast hinten | fast hinten | hinten | hinten  |
| ung.             | ger.  | ung.  | ger.       | ung.       | ger.    | ung.    | ger.        | ung.        | ger.   |         |
| geschlossen      | i     |       |            |            |         |         |             |             |        | u       |
| fast geschlossen |       |       | ɪ (i)      |            |         |         |             | ʊ (u)       |        |         |
| halbgeschlossen  | e     |       |            |            |         |         |             |             |        | o       |
| mittel           |       |       |            |            | ə (e)   | ə (e)   |             |             |        |         |
| halboffen        | ɛ (è) |       |            |            |         |         |             |             | ʌ (à)  | ɔ (e/o) |
| fast offen       | æ (a) |       |            |            |         |         |             |             |        |         |
| offen            | a     |       |            |            |         |         |             |             |        |         |

Alle Unterdialekte haben entweder [⁠a⁠] oder [⁠æ⁠], nie beide. Steht ein Schwa vor einem r in der gleichen Silbe, so wird es als [⁠ɔ⁠] gesprochen, aber weiterhin als e geschrieben.
Die hinteren hohen Vokale ([u/ʊ]) sind oft tendenziell ungerundet.
Länge wird durch Doppeltschreibung des betreffenden Vokals oder Konsonanten ausgedrückt. Es gibt die Langvokale ii, ee, èè, aa, uu, oo und àà.
Neben diesen allgemeinen orthographischen und phonetischen Regeln ist zu beachten, dass die Vokale (außer a und Schwa) deutlich zentralisiert gesprochen werden, d. h. die hinteren Vokale à, o, u werden weiter vorn gesprochen als im Deutschen, die vorderen Vokale ee, è und i werden weiter hinten gesprochen, als es im Deutschen der Fall ist.
Kurze Vokale, die vor einer betonten Silbe stehen, werden in der Aussprache zu Schwa reduziert (z. B. gremàdig [kxəˈmʌtɪk] ‚Grammatik‘).
Steht in einer Silbe ein kurzer Vokal vor einem r, so wird der Vokal oft lang ausgesprochen (z. B. Aarzgebèèrgsch).
In den Mundarten, die in höheren Lagen gesprochen werden, wird àà oft als oo gesprochen. Die Aussprache als àà ist jedoch vor allem in geschlossenen Silben, also solchen, in denen dem Vokal ein oder mehrere Konsonanten folgen, der Normalfall. Da im angrenzenden Sächsischen in den entsprechenden Wörtern auch àà gesprochen wird, ist die Übergeneralisierung in den ans Sächsische angrenzenden Dialekten wohl ein Phänomen des Sprachkontakts.

### Betonung
Wie im Deutschen variiert die Betonung je nach Herkunft des Wortes. Im Erzgebirgischen ist dabei deutlicher die Tendenz zu erkennen, auch bei Fremdwörtern französischer Herkunft die Betonung auf die erste Silbe zu legen (z. B. biro [ˈpiːɣo] ‚Büro‘). Zumeist verbleibt bei französischen Lehnwörtern jedoch der Akzent auf der letzten Silbe (z. B. dridewààr [txɪtəˈvʌːɰ] ‚Gehsteig‘ (von frz. trottoir)). Bei Fremdwörtern lateinischer oder griechischer Abstammung liegt der Akzent entweder auf der vorletzten oder auf der drittletzten Silbe (z. B. gremàdig [kxəˈmʌtɪk] ‚Grammatik‘).

## Grammatik – Morphologie

### Das Substantiv

#### Grammatisches Geschlecht
Es werden drei grammatische Geschlechter unterschieden. Gemäß der traditionellen Grammatiktheorie werden sie maskulin/männlich, feminin/weiblich und neutral/sächlich genannt.
Die folgende Tabelle enthält einige Beispiele. Die Zuordnung zu einem Geschlecht entspricht in der Regel der des Standarddeutschen.
| Geschlecht | Wörter    | Übersetzung (Geschlecht im Dt.) |
| ---------- | --------- | ------------------------------- |
| männlich   | moo, màà  | Mann (m.)                       |
| männlich   | gung      | Junge (m.)                      |
| männlich   | baam      | Baum (m.)                       |
| weiblich   | fraa      | Frau (w.)                       |
| weiblich   | sub       | Suppe (w.)                      |
| weiblich   | dàsch     | Tasche (w.)                     |
| sächlich   | kind      | Kind (s.)                       |
| sächlich   | maadl     | Mädchen (s.)                    |
| sächlich   | dridewààr | Trottoir (s.) / Gehsteig (m.)   |
| sächlich   | dunnl     | Tunnel (m./s.)                  |

#### Bildung der Fälle
Anders als das Hochdeutsche kennt das Erzgebirgische keinen produktiven Genitiv mehr. Soll ein Besitzverhältnis (das A des B) ausgedrückt werden, müssen andere Konstruktionen verwendet werden. Ist der Besitzer menschlich, oder zumindest belebt, so wird zumeist eine Struktur mit Dativ und Possessivpronomen bevorzugt: (dem B sein A). In den übrigen Fällen kann man nur mit der Präposition f(u)n (dt. „von“) arbeiten: (das A von B). Bei nicht-abstrakten Possessoren bildet man auch oft Komposita, wie dt. Haustür für Tür des Hauses.
Beispiele (Nordwestdialekt):
| (1) | n’Hàns                 | seine | hitsch  |
|     | dem Hans               | seine | Fußbank |
|     | „die Fußbank von Hans“ |       |         |

| (2) | de                       | fansder | fun | den | haus |
|     | die                      | Fenster | von | dem | Haus |
|     | „die Fenster des Hauses“ |         |     |     |      |

Am Substantiv selbst kann nur der Dativ im Plural ausgedrückt werden. Dies geschieht mit einem Suffix -n, das mit verschiedenen Konsonanten verschmelzen kann und das bei Substantiven, die bereits ihre Mehrzahl mit -n bilden, entfällt. Nominativ und Akkusativ sowie der Dativ in der Einzahl sind endungslos. Jedoch kann oft an Artikeln, Adjektiven und Possessivpronomen der Fall eindeutig bestimmt werden. Auch Personalpronomen bilden zumeist für jeden der drei Fälle eigene Formen.
Die folgende Tabelle zeigt einige Paradigmen erzgebirgischer Substantive mit einem bestimmten Artikel.
| Fall/Zahl          | dt. Baum | dt. Tasche | dt. Kind  |
| ------------------ | -------- | ---------- | --------- |
| Nominativ Singular | der baam | de dàsch   | s kind    |
| Dativ Singular     | n baam   | der dàsch  | n kind    |
| Akkusativ Singular | n baam   | de dàsch   | s kind    |
| Nominativ Plural   | de beeme | de dàschn  | de kinner |
| Dativ Plural       | n beemm  | n dàschn   | n kinnern |
| Akkusativ Plural   | de beeme | de dàschn  | de kinner |

#### Bildung der Mehrzahl
Wie im Hochdeutschen gibt es viele verschiedene Formen der Mehrzahlbildung. Verschiedene Endungen wie -e, -er, -n und -s kommen ebenso zum Einsatz wie eine Ablautbildung, das heißt eine Änderung des Stammvokals. Einige der Endungen gehen mit einer Umlautbildung einher.
Einige Substantive bilden im Erzgebirgischen ihren Plural anders als im Deutschen. So verwendet man meistens die Endung -n (ohne Umlautbildung), um Nomen auf -(e)l in den Plural zu setzen. Aber auch andere Wörter unterscheiden sich in der Wahl ihrer Pluralendung.
Beispiele (Nordwestdialekt):
| Singular (Erzg.) | Singular (Dt.) | Plural (Erzg.)        | Plural (Dt.) |
| ---------------- | -------------- | --------------------- | ------------ |
| beer             | Beere          | beer                  | Beeren       |
| fuuchl           | Vogel          | fuuchl-n              | Vögel        |
| gaar             | Jahr           | gaar                  | Jahre        |
| nààchl           | Nagel          | nààchl-n              | Nägel        |
| naal (Westerzg.) | Nagel          | neel                  | Nägel        |
| maadl            | Mädchen        | maadl-n               | Mädchen      |
| mààd (Westerzg.) | Mädchen        | meed oder máád        | Mädchen      |
| màst             | Mast           | masd-e (neben mosd-n) | Masten       |
| kind             | Kind           | kin-er                | Kinder       |
| bàrg             | Park           | bààrg-s               | Parks        |
| fuus             | Fuß            | fiis                  | Füße         |
| wààng            | Wagen          | weeng(-e)             | Wagen        |
| is schoof        | Schaf          | de scheef             | Schafe       |

### Der Artikel
Das Erzgebirgische unterscheidet drei Arten von Artikeln. Die emphatischen (betonten) definiten (bestimmten) Artikel werden verwendet, um auf ein oder mehrere bestimmte Individuen hinzuweisen. Im Deutschen werden hierfür die Demonstrativpronomen „dies-“ bzw. „jen-“ verwendet. Die unbetonten bestimmten Artikel entsprechen in ihrer Bedeutung fast jenen im Deutschen. In der Einzahl kommen wie im Deutschen außerdem indefinite (unbestimmte) Artikel zur Anwendung. Anders als im Deutschen werden für männliche Personennamen im Dativ und Akkusativ obligatorisch die unbestimmten Artikel verwendet, für alle anderen Personennamen jedoch die unbetonten bestimmten. Alle Artikel kongruieren in Kasus, Numerus und Genus mit ihrem Bezugswort. Die betonten bestimmten Artikel können auch ohne Bezugswort vorkommen und können dann die nur sehr selten gebrauchten Personalpronomen der dritten Person ersetzen.
Wie das Deutsche verwendet auch das Erzgebirgische Negativ-Artikel („kein-“). Sie ähneln den unbestimmten Artikeln jedoch nicht so sehr, wie das im Deutschen der Fall ist.
Die Formen der Artikel lauten im Nordwestdialekt wie folgt:
| Form                        | männlich            | weiblich            | sächlich            |
| unbestimmte Artikel         | unbestimmte Artikel | unbestimmte Artikel | unbestimmte Artikel |
| --------------------------- | ------------------- | ------------------- | ------------------- |
| Nominativ Singular          | e                   | ne                  | e                   |
| Dativ Singular              | n                   | ner                 | n                   |
| Akkusativ Singular          | n                   | ne                  | e                   |
| unbetonte bestimmte Artikel |                     |                     |                     |
| Nominativ Singular          | der                 | de                  | s                   |
| Dativ Singular              | (de)n               | der                 | (de)n               |
| Akkusativ Singular          | (de)n               | de                  | s                   |
| Nominativ Plural            | de                  | de                  | de                  |
| Dativ Plural                | n                   | n                   | n                   |
| Akkusativ Plural            | de                  | de                  | de                  |
| betonte bestimmte Artikel   |                     |                     |                     |
| Nominativ Singular          | daar                | dii                 | dàs                 |
| Dativ Singular              | daan/dèèn           | daar                | daan/dèèn           |
| Akkusativ Singular          | daan/dèèn           | dii                 | dàs                 |
| Nominativ Plural            | dii                 | dii                 | dii                 |
| Dativ Plural                | daann/dèènn         | daann/dèènn         | daann/dèènn         |
| Akkusativ Plural            | dii                 | dii                 | dii                 |
| negative Artikel            |                     |                     |                     |
| Nominativ Singular          | kee                 | keene               | kee                 |
| Dativ Singular              | keen                | keener              | keen                |
| Akkusativ Singular          | keen                | keene               | kee                 |
| Nominativ Plural            | keene               | keene               | keene               |
| Dativ Plural                | keenn               | keenn               | keenn               |
| Akkusativ Plural            | keene               | keene               | keene               |

Der Artikel n passt sich davorstehenden Konsonanten in der Aussprachestelle an. Nach p, pf, f, w und m verändert er sich zu m, nach k, g, ch (wenn als [x] oder [χ] gesprochen) und ng lautet er ng.
Beispiele:
| (3) | S        | kind     | hàd     | s       | n       | Hàns   | gesààd   |
|     | [skʰɪnt] | [skʰɪnt] | [hʌtsn̩] | [hʌtsn̩] | [hʌtsn̩] | [hʌns] | [kəsʌːt] |
|     | Das      | Kind     | hat     | es      | dem     | Hans   | gesagt.  |

| (4) | Der   | Hàns   | hàd   | dàs    | buuch   | ng      | màà   | gaam     |
|     | [tɔɰ] | [hʌns] | [hʌt] | [tʌs]  | [puːxŋ̍] | [puːxŋ̍] | [mʌː] | [kæːm]   |
|     | Der   | Hans   | hat   | dieses | Buch    | einem   | Mann  | gegeben. |

| (5) | E   | schiins | dleedl     | hàd   | dii       | àà   |
|     | [⁠ə⁠] | [ʂiːns] | [tˡleːtˡl̩] | [hʌt] | [tiː]     | [ʌː] |
|     | Ein | schönes | Kleidchen  | hat   | sie/diese | an.  |

| (6) | Ch      | hàb     | m       | kinern    | kee    | gald   | gaam     |
|     | [ʂhʌpm̩] | [ʂhʌpm̩] | [ʂhʌpm̩] | [kʰɪnɔɰn] | [kʰeː] | [kælt] | [kæːm]   |
|     | Ich     | habe    | den     | Kindern   | kein   | Geld   | gegeben. |

### Das Pronomen

#### Personalpronomen
Wie bei den bestimmten Artikeln werden auch bei den Personalpronomen betonte und unbetonte Formen unterschieden. Die betonten Formen werden verwendet, wenn der betreffende Handlungsteilnehmer besonders hervorgehoben werden soll. Phonologisch sind die betonten Pronomen eigenständige Wörter, wogegen die unbetonten Formen meist nur aus einem einzelnen Konsonanten oder Vokal bestehen.
Für die dritte Person gibt es keine betonte Form, stattdessen müssen die betonten Formen des bestimmten Artikels verwendet werden. Dies erscheint für Außenstehende oft unhöflich.
Anders als bei Substantiven werden bei den Personalpronomen die Fälle sowohl im Singular als auch im Plural noch unterschieden. Sie lauten:
| Person/Zahl/Genus          | Nominativ                | Dativ                    | Akkusativ                |
| betonte Personalpronomen   | betonte Personalpronomen | betonte Personalpronomen | betonte Personalpronomen |
| -------------------------- | ------------------------ | ------------------------ | ------------------------ |
| 1. Person Singular         | iich                     | miir                     | miich                    |
| 2. Person Singular         | duu                      | diir                     | diich                    |
| 3. Person Singular männl.  | daar                     | daan/dèèn                | dann/dèèn                |
| 3. Person Singular weibl.  | dii                      | daar                     | dii                      |
| 3. Person Singular sächl.  | dàs                      | daan/dèèn                | dàs                      |
| 1. Person Plural           | miir                     | uns                      | uns                      |
| 2. Person Plural           | iir                      | eich                     | eich                     |
| 3. Person Plural           | dii                      | daann/dèènn              | dii                      |
| Höflichkeitsform           | sii                      | iinn                     | sii                      |
| unbetonte Personalpronomen |                          |                          |                          |
| 1. Person Singular         | (i)ch                    | mer                      | mich                     |
| 2. Person Singular         | de/du                    | der                      | dich/tsch                |
| 3. Person Singular männl.  | er                       | n                        | n                        |
| 3. Person Singular weibl.  | se                       | er                       | se                       |
| 3. Person Singular sächl.  | s                        | n                        | s                        |
| 1. Person Plural           | mer                      | uns                      | uns                      |
| 2. Person Plural           | er                       | eich                     | eich                     |
| 3. Person Plural           | se                       | n                        | se                       |
| Höflichkeitsform           | se                       | iin(n)                   | se                       |

Die Pronomen, die ch enthalten, haben stattdessen im Nordwestdialekt sch. Das unbetonte Pronomen der zweiten Person Singular lautet de, wenn es nach dem Verb steht und du, wenn es davor steht.
Anders als im Deutschen werden für die Höflichkeitsform eigene Pronomen verwendet.
Beispiele:
| (7) | Hàd       | -er       | -s        | -n        | schuu | gesààd   |
|     | [hʌtɔɰsn̩] | [hʌtɔɰsn̩] | [hʌtɔɰsn̩] | [hʌtɔɰsn̩] | [ʂuː] | [kəsʌːt] |
|     | Hat       | er        | es        | ihm       | schon | gesagt?  |

| (8) | Ch     | hàb    | dèènn       | nischd | gaam     |
|     | [ʂhʌp] | [ʂhʌp] | [tɛːnn̩]     | [nɪʂt] | [kæːm]   |
|     | Ich    | habe   | denen/ihnen | nichts | gegeben. |

#### Possessivpronomen
Die Possessivpronomen werden nach Fall, Zahl und Geschlecht des Substantivs dekliniert, das sie näher bestimmen. Ihre Stämme lauten:
| Person/Genus     | Singular | Plural     |
| ---------------- | -------- | ---------- |
| 1. Person        | mei(n)-  | un(s)(e)r- |
| 2. Person        | dei(n)-  | ei(e)r-    |
| 3. Person männl. | sei(n)-  | iir-       |
| 3. Person weibl. | iir-     | iir-       |
| 3. Person sächl. | sei(n)-  | iir-       |

In den Pronomen des Singulars entfällt das /n/, wenn keine Endung (-Ø) oder die Endung -n antritt.
In der ersten Person Plural entfällt das /s/ außer im Nordwestdialekt. In der ersten und zweiten Person Plural entfällt das /e/ zumeist, wenn eine vokalisch anlautende Endung antritt. Die Deklinationsendungen lauten:
| Form               | männlich | weiblich | sächlich |
| ------------------ | -------- | -------- | -------- |
| Nominativ Singular | -Ø       | -e       | -Ø       |
| Dativ Singular     | -n       | -er      | -n       |
| Akkusativ Singular | -n       | -e       | -Ø       |
| Nominativ Plural   | -e       | -e       | -e       |
| Dativ Plural       | -n       | -n       | -n       |
| Akkusativ Plural   | -e       | -e       | -e       |

Auffällig ist, dass dieses Paradigma mit drei Buchstaben auskommt, nämlich e, n und r.
Beispiele:
| (9) | mei   | hund   |
|     | [maɪ] | [hʊnt] |
|     | mein  | Hund   |

| (10) | eirer   | schwasder |
|      | [aɪɣɔɰ] | [ʂvastɔɰ] |
|      | eurer   | Schwester |

Bei den Pronomen der dritten Person setzt sich wie bei den Substantiven die Dativ-Konstruktion immer mehr durch:
| (11) | daar          | iire   | dàsch  |
|      | [taːɰ]        | [iːɣə] | [tʌʂ]  |
|      | dieser/ihr    | ihre   | Tasche |
|      | „ihre Tasche“ |        |        |

vgl.:
| (12) | daar                     | fraa | iire | dàsch |
|      | „die Tasche dieser Frau“ |      |      |       |

### Die Präposition
Vor allem im Westerzgebirgischen, aber auch in Lichtenstein findet man folgende Konstruktion:
| (13) | nei                     | (n) | der | schdàd |
|      | hinein                  | in  | der | Stadt  |
|      | „in die Stadt (hinein)“ |     |     |        |

Die eigentliche Präposition n (dt. „in“) entfällt in Lichtenstein nie, im Westerzgebirgischen durch noch konsequenteren [n]-Schwund jedoch meistens. Dadurch sieht es aus, als wäre nei die Präposition. Zu beachten ist auch, dass das betreffende Ziel nicht wie im Deutschen mit dem Akkusativ steht, sondern mit dem Dativ. Dass eine Bewegung gemeint ist, wird durch nei ausgedrückt.
Diese Konstruktion ist auch mit vielen anderen Präpositionen möglich: dràà der kèrch („an der Kirche“, „bei der Kirche“).

### Das Adjektiv

#### Kongruenz
Adjektive kongruieren in Kasus, Numerus, Genus und Definitheit mit ihrem Bezugswort. Anders als im Deutschen unterscheiden jedoch sich im Erzgebirgischen die Formen ohne Artikel nicht von denen mit unbestimmtem Artikel.
| Deutsch            | Erzgebirgisch  |
| ------------------ | -------------- |
| teur-em Schmuck    | deier-n schmuk |
| einem teur-en Ring | n’deier-n ring |

Die folgende Tabelle enthält alle Kongruenzsuffixe an Adjektiven.
| Form                                  | männlich                              | weiblich                              | sächlich                              |
| ohne Artikel/mit unbestimmtem Artikel | ohne Artikel/mit unbestimmtem Artikel | ohne Artikel/mit unbestimmtem Artikel | ohne Artikel/mit unbestimmtem Artikel |
| ------------------------------------- | ------------------------------------- | ------------------------------------- | ------------------------------------- |
| Nominativ Singular                    | -er                                   | -e                                    | -(e)s                                 |
| Dativ Singular                        | -n                                    | -er                                   | -n                                    |
| Akkusativ Singular                    | -n                                    | -e                                    | -(e)s                                 |
| Nominativ Plural                      | -e                                    | -e                                    | -e                                    |
| Dativ Plural                          | -n                                    | -n                                    | -n                                    |
| Akkusativ Plural                      | -e                                    | -e                                    | -e                                    |
| mit bestimmtem Artikel                |                                       |                                       |                                       |
| Nominativ Singular                    | -e                                    | -e                                    | -e                                    |
| Dativ Singular                        | -n                                    | -n                                    | -n                                    |
| Akkusativ Singular                    | -n                                    | -e                                    | -e                                    |
| Nominativ Plural                      | -n                                    | -n                                    | -n                                    |
| Dativ Plural                          | -n                                    | -n                                    | -n                                    |
| Akkusativ Plural                      | -n                                    | -n                                    | -n                                    |

Weitere Beispiele:
| (14) | e   | gruus-er  | màà   |
|      | [⁠ə⁠] | [kxuːsɔɰ] | [mʌː] |
|      | ein | großer    | Mann  |

| (15) | daar   | schiin-n | fraa   |
|      | [taːɰ] | [ʂiːnn̩]  | [fxaː] |
|      | dieser | schönen  | Frau   |

#### Steigerung
Der Komparativ wird mit dem Suffix -er gebildet. Der Vergleichsgegenstand erhält dabei jedoch anders als im Deutschen die Präposition wii (wie).

Der Superlativ entsteht mit der Endung -(e)sd. An beide Endungen werden dann die Kongruenzsuffixe angefügt.
Beispiele:
| (16) | e   | grès-(e)r-er | màà   | wii   | daar      |
|      | [⁠ə⁠] | [kxɛsɔɣɔɰ]   | [mʌː] | [viː] | [taːɰ]    |
|      | ein | größ-er-er   | Mann  | als   | er/dieser |

| (17) | der   | schèn-sd-n | fraa   |
|      | [tɔɰ] | [ʂɛnstn̩]   | [fxaː] |
|      | der   | schönsten  | Frau   |

### Das Verb
Wie auch im Deutschen kongruiert das finite Verb im Erzgebirgischen mit dem Subjekt des Satzes nach Person und Zahl. Wird die Verbform mit einem Hilfsverb gebildet, ist dieses Hilfsverb das finite Verb im Satz und unterliegt der Kongruenz.
Morphologisch werden zwei Zeitformen unterschieden, Präsens und Präteritum. Das Präteritum wird produktiv allerdings fast nur bei stark gebeugten Verben verwendet. Die übrigen Zeitformen, nämlich Perfekt, Plusquamperfekt, Futur I und Futur II, müssen mit Hilfsverben gebildet werden. Dabei werden Präteritum und Perfekt gleichwertig verwendet. Das Plusquamperfekt drückt die Vorzeitigkeit einer Handlung gegenüber einer anderen in der Vergangenheit aus. Das Futur II wird hauptsächlich dann angewendet, wenn eine Vermutung über eine vergangene Handlung abgegeben wird, wie z. B. im Deutschen: Er wird wohl wieder nicht da gewesen sein.

#### Infinitiv, Partizipien
Der Infinitiv, das Partizip I und das Partizip II werden im Erzgebirgischen mit folgenden Affixen gebildet:
| Form        | schbiil- (Dt. spiel-) (schwach gebeugt) | gii- (Dt. geh-) (stark gebeugt) | sei- (Dt. sei-) (unregelmäßig) | hàb- (Dt. hab-) (unregelmäßig) | wèèr- (Dt. werd-) (unregelmäßig) |
| ----------- | --------------------------------------- | ------------------------------- | ------------------------------ | ------------------------------ | -------------------------------- |
| Infinitiv   | schbiil-n                               | gii-n                           | sei(-n)                        | hà-m                           | wèèr-n                           |
| Partizip I  | schbiil-end                             | gii-end                         | sei-end                        | hàà-md                         | wèèr-nd                          |
| Partizip II | ge-schbiil-d                            | (ge-)gàng-ng                    | ge-waas-n                      | ge-hà-d                        | ge-wur-n                         |

#### Präsens
Wie auch im Deutschen muss man im Erzgebirgischen zwischen stark und schwach gebeugten Verben unterscheiden. Im Präsens, das gegenwärtige oder zukünftige Handlungen ausdrücken kann, werden für die beiden Klassen folgende Endungen verwendet:
| Person/Zahl        | schbiil- (Dt. spiel-) (schwach gebeugt) | gii- (Dt. geh-) (stark gebeugt) | sei- (Dt. sei-) (unregelmäßig) | hàb- (Dt. hab-) (unregelmäßig) | wèèr- (Dt. werd-) (unregelmäßig) |
| ------------------ | --------------------------------------- | ------------------------------- | ------------------------------ | ------------------------------ | -------------------------------- |
| 1. Person Singular | schbiil-Ø                               | gii-Ø                           | bii-Ø                          | hàb-Ø                          | wèèr-Ø                           |
| 2. Person Singular | schbiil-sd                              | gi(i)-sd                        | bi-sd                          | hà-sd                          | wèr-sd                           |
| 3. Person Singular | schbiil-d                               | gi(i)-d                         | is                             | hà-d                           | wèr-d                            |
| 1. Person Plural   | schbiil-n                               | gii-n                           | sei-Ø                          | hà-m                           | wèèr-n                           |
| 2. Person Plural   | schbiil-d                               | gii-d                           | sei-d                          | hàb-d                          | wèèr-d                           |
| 3. Person Plural   | schbiil-n                               | gii-n                           | sei-Ø                          | hà-m                           | wèèr-n                           |

Wie am Beispiel des Hilfsverbs hàm (Dt. haben) ersichtlich, verschmelzen die Suffixe -n auch hier mit einigen Konsonanten des Stammes.
Oftmals wird das Präsens im Erzgebirgischen periphrastisch, also mit einem Hilfsverb gebildet. Hierzu wird das normale Präsens des Hilfsverbs tun mit dem Infinitiv des Verbs kombiniert. Beispiele hierfür finden sich bereits in der älteren erzgebirgischen Literatur.

#### Präteritum
Wie erwähnt, wird das Präteritum produktiv nur von den stark gebeugten Verben gebildet. Für die schwach gebeugten muss stattdessen Perfekt verwendet werden, was sich jedoch auch bei den starken Verben immer mehr durchsetzt.
In der Bildung des Präteritums unterscheiden sich einige Wörter zum Deutschen. So ist zum Beispiel schmègng (dt. „schmecken“) ein stark gebeugtes Verb im Erzgebirgischen: schmoog (dt. „schmeckte“). Auch das Verb frààn (dt. „fragen“) bildet ein starkes Präteritum: fruuch (dt. „fragte“).
Folgende Endungen werden verwendet, um die Kongruenz zum Subjekt anzuzeigen:
| Person/Zahl        | gii- (Dt. geh-) (stark gebeugt) | sei- (Dt. sei-) (unregelmäßig) | hàb- (Dt. hab-) (unregelmäßig) | wèèr- (Dt. werd-) (unregelmäßig) |
| ------------------ | ------------------------------- | ------------------------------ | ------------------------------ | -------------------------------- |
| 1. Person Singular | ging-Ø                          | wààr-Ø                         | hàd-Ø                          | wurd-Ø                           |
| 2. Person Singular | ging-sd                         | wààr-sd                        | hàd-sd                         | wurd-sd                          |
| 3. Person Singular | ging-Ø                          | wààr-Ø                         | hàd-e                          | wurd-e                           |
| 1. Person Plural   | ging-ng                         | wààr-n                         | hàd-n                          | wurd-n                           |
| 2. Person Plural   | ging-d                          | wààr-d                         | hàd-ed                         | wurd-ed                          |
| 3. Person Plural   | ging-ng                         | wààr-n                         | hàd-n                          | wurd-n                           |

#### Perfekt, Plusquamperfekt
Perfekt und Plusquamperfekt werden mit einer gebeugten (finiten) Form von sei- oder hàb- und dem Partizip II des Hauptverbs gebildet.
Beispiele:
| (18) | Miir   | sei   | gasdern   | (a)f     | der   | kèèrms    | gàngng anhörenⓘ |
|      | [miːɰ] | [saɪ] | [kæstɔɰn] | [(a/ə)f] | [tɔɰ] | [kʰɛːɰms] | [kʌŋŋ̍]          |
|      | Wir    | sind  | gestern   | auf      | das   | Volksfest | gegangen.       |

| (19) | Ch       | hàd      | -s       | -n       | ààwer   | gesààd anhörenⓘ |
|      | [ʂhʌtsn̩] | [ʂhʌtsn̩] | [ʂhʌtsn̩] | [ʂhʌtsn̩] | [ʌːvɔɰ] | [kəsʌːt]        |
|      | Ich      | hatte    | es       | ihm      | aber    | gesagt.         |

#### Futur
Sowohl Futur I als auch Futur II werden mit Präsens-Formen des Hilfsverbs wèèr- „werden“ gebildet. Im Futur I steht dabei der Infinitiv des Hauptverbs, im Futur II jedoch das Partizip II und der Infinitiv von sei- „sein“ oder hab- „haben“.
Beispiele:
| (20) | Murng    | wèrd   | der   | Hàns   | nààch  | Kams     | fààrn anhörenⓘ |
|      | [moːɰjŋ] | [vɛɰt] | [tɔɰ] | [hʌns] | [nʌːχ] | [kʰæms]  | [fʌːɰn]        |
|      | Morgen   | wird   | der   | Hans   | nach   | Chemnitz | fahren.        |

| (21) | Er   | wèrd   | wuu   | wiider   | nèd   | doo   | gewaasn   | sei anhörenⓘ |
|      | [ɔɰ] | [vɛɰt] | [vuː] | [viːtɔɰ] | [nɛt] | [toː] | [kəvaːsn̩] | [saɪ]        |
|      | Er   | wird   | wohl  | wieder   | nicht | da    | gewesen   | sein.        |

#### Konjunktiv
Ein produktiver Konjunktiv (Möglichkeitsform) wird nur von den meisten Hilfsverben (außer von wèèr- „werden“) sowie von einigen häufig gebrauchten stark gebeugten Verben gebildet. Bei allen anderen Verben muss der Konjunktiv des Hilfsverbs duun „tun“ mit dem Infinitiv des Vollverbs verwendet werden. Die Formen unterscheiden sich von denen des Präteritums nur durch den Umlaut und lauten wie folgt:
| Person/Zahl        | gii- (Dt. geh-) (stark gebeugt) | sei- (Dt. sei-) (unregelmäßig) | hàb- (Dt. hab-) (unregelmäßig) | duu- (Dt. tu-) (unregelmäßig) |
| ------------------ | ------------------------------- | ------------------------------ | ------------------------------ | ----------------------------- |
| 1. Person Singular | gèng-Ø                          | waar-Ø                         | hèd-Ø                          | daad-Ø                        |
| 2. Person Singular | gèng-sd                         | waar-sd                        | hèd-sd                         | daad-sd                       |
| 3. Person Singular | gèng-Ø                          | waar-Ø                         | hèd-e                          | daad-Ø                        |
| 1. Person Plural   | gèng-ng                         | waar-n                         | hèd-n                          | daad-n                        |
| 2. Person Plural   | gèng-d                          | waar-d                         | hèd-ed                         | daad-ed                       |
| 3. Person Plural   | gèng-ng                         | waar-n                         | hèd-n                          | daad-n                        |

#### Imperativ
Die Befehlsform (Imperativ) lautet in der Einzahl bei allen Verben wie die erste Person im Präsens. Um den Plural zu bilden, wird ein -d an diese Form angefügt.
Beispiel:
| (22) | Bii   | nur     | màà     | ruich! anhörenⓘ |
|      | [piː] | [nəɰ]   | [mʌː]   | [ɣʊɪʂ]          |
|      | Sei   | endlich | endlich | ruhig!          |

#### Passiv
Die Passivformen werden wie im Deutschen mit dem Hilfsverb wèèr- (Dt. werden) und dem Partizip II des Vollverbs gebildet. wèèr- kann dann in alle Formen auch mit weiteren Hilfsverben gebracht werden.
Beispiel:
| (23) | Wii   | wèrd   | dèè   | dàs   | gemàchd anhörenⓘ |
|      | [viː] | [vɛɰt] | [tɛː] | [tʌs] | [kəmʌχt]         |
|      | Wie   | wird   | denn  | das   | gemacht?         |

## Ein weiteres Sprachbeispiel
(Dialekt von Lichtenstein)
| (24) | Wuu   | kimsd    | dee    | duu   | ize    | haar? anhörenⓘ |                |
|      | [vuː] | [kʰɪmst] | [teː]  | [tuː] | [ɪtsə] | [haːɰ]         |                |
|      | Wo    | kommst   | denn   | du    | jetzt  | her?           |                |
| (25) | Dàs   | kàà      | (i)ch  | der   | fei    | ni             | sààn. anhörenⓘ |
|      | [tʌs] | [kʰʌː]   | [(ɪ)ʂ] | [tɔɰ] | [faɪ]  | [nɪ]           | [sʌːn]         |
|      | Das   | kann     | ich    | dir   | aber   | nicht          | sagen.         |

Bemerkungen zu Satz (25):
Entsprechend der oben erläuterten Orthographie spricht man kàà nicht wie man im Deutschen Co-… (z. B. in Co-Trainer) ausspricht, sondern der Vokal ist eher ein sehr weit hinten gesprochenes a. Das Gleiche gilt natürlich für sààn.
Das Personalpronomen (i)ch lautet in der schnellen Aussprache meist nur ch. Schnell gesprochen könnte man den Satz B auch so schreiben: S-kàà-ch-der fei ni sààn anhörenⓘ. Dabei klingt der Anfang wie ein zweisilbiges Wort [skʰʌːʂtɔɰ].
kumm (dt. kommen) ist im Erzgebirgischen ein Ablautverb, das heißt, dass in der zweiten und dritten Person Singular im Präsens ein anderer Stammvokal verwendet wird, als in den übrigen Formen (vgl. [kʰɪmst] (Dt. kommst)). Auch dies spricht für eine nahe Verwandtschaft mit dem Bairischen. Die Aussprache mit [ɪ] ist dort wie auch in einigen anderen oberdeutschen Mundarten verbreitet.

## Textbeispiel

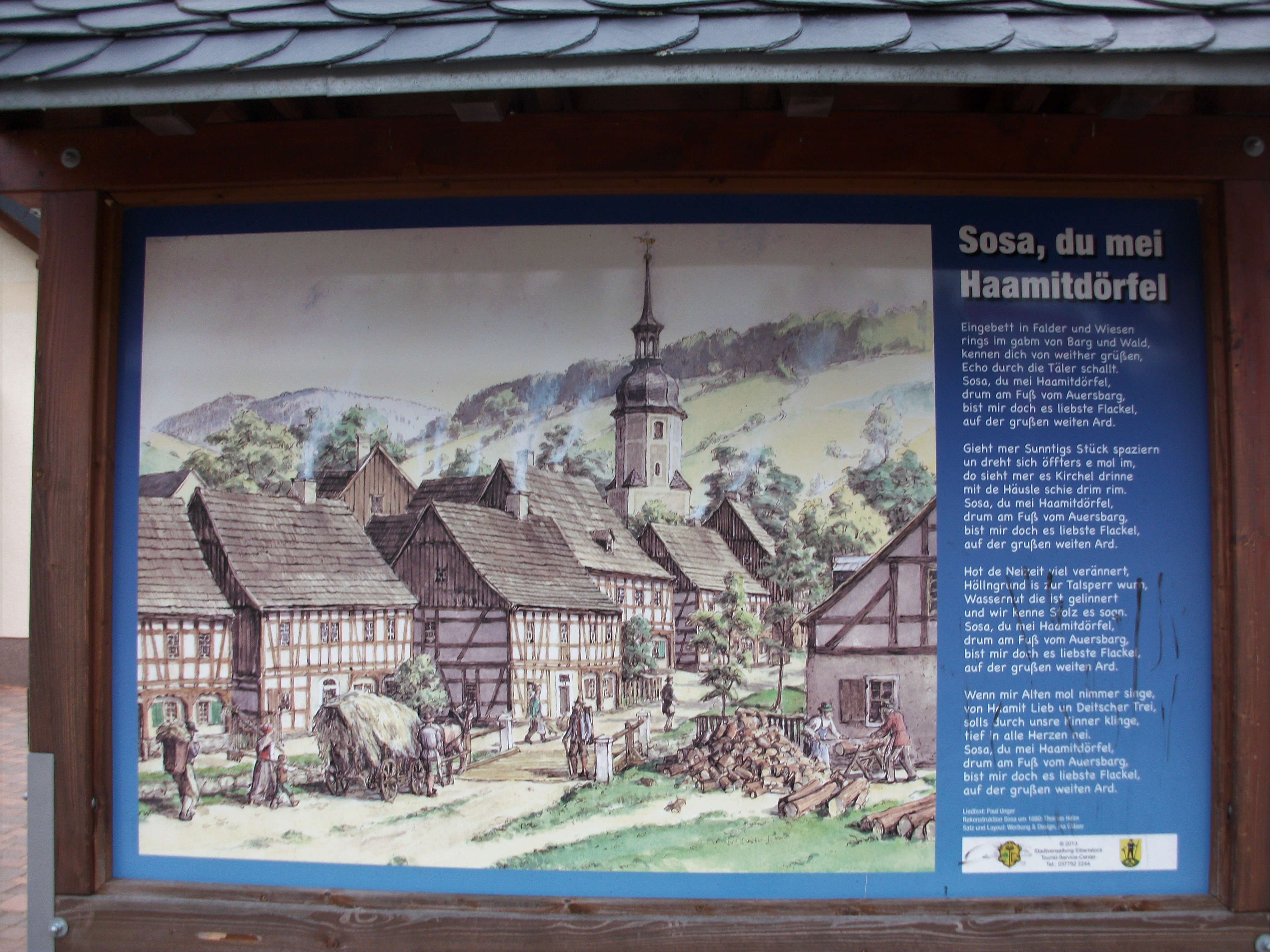
Mundartgedicht über Sosa

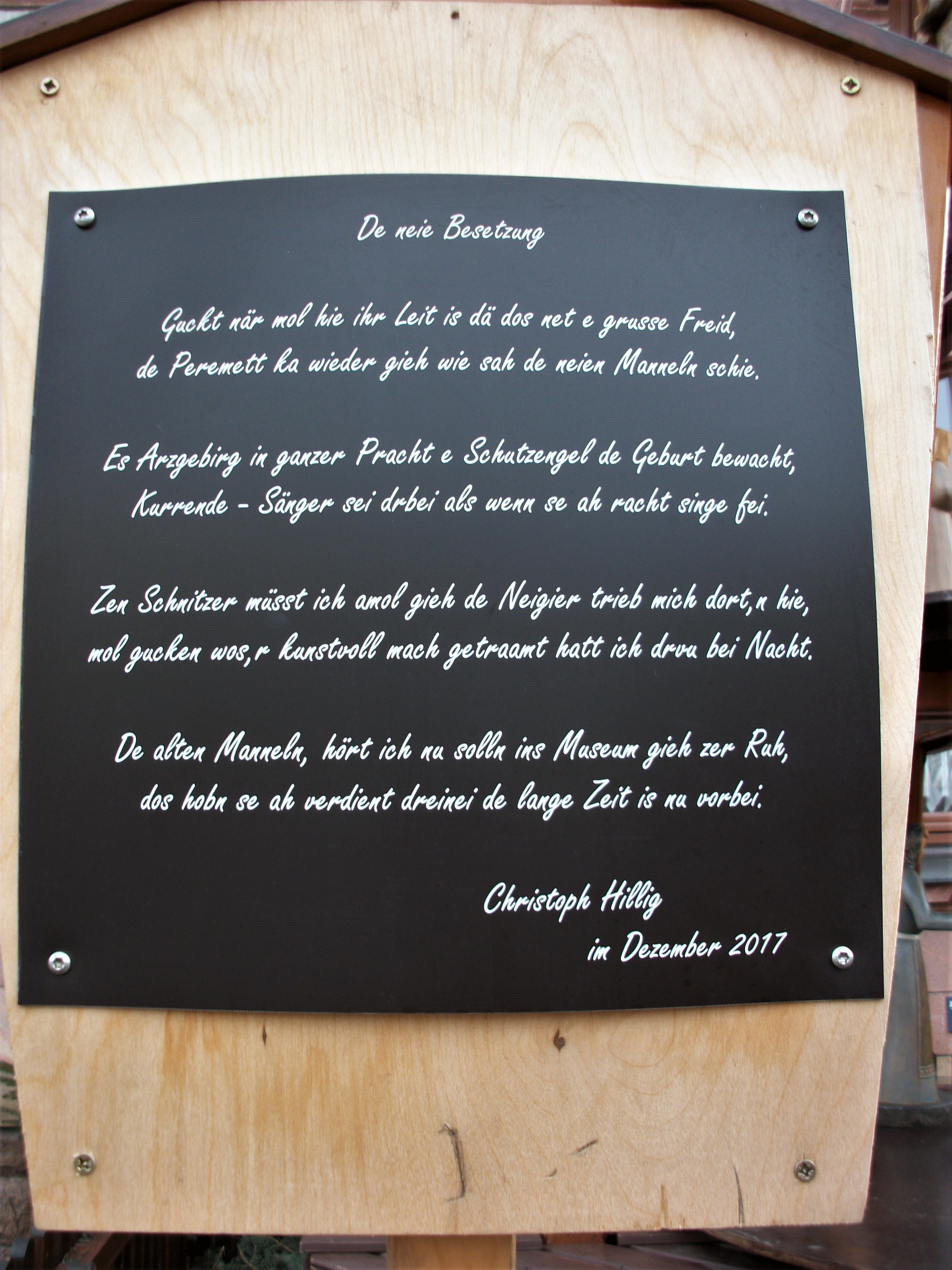
Ortspyramide Thalheim (Erzgeb.), Erzgebirgisches Gedicht

Der folgende Textausschnitt enthält die Einleitung sowie die erste Strophe eines Clausthaler Hochzeitsgedichts von 1759 und ist im Oberharzdialekt geschrieben:
Aß t’r Niemeyer seine Schustern in de Kerch zur Trau keführt prengt ae Vugelsteller Vugel un hot Baeden kratelirt; is k’ schaen den 25. Oktober 1759. Clasthol, kedrueckt bey den Buchdruecker Wendeborn.
Klick auf mit enanner ihr statlig’n Harrn!

Do stellt sich d’r Toffel aach ein aus der Farrn,

Hahr hot sich ju kraets schunt de Fraehaet kenumme,

Su iß’r aach diesmohl mit reiner kekumme.

Se hahn ne ju suest wos ze luesenA kekahn:

Ich hoh schiene Vugel, wolln sie se besahn?
Übersetzung
Als der Niemeyer seine Schusterin in die Kirche zur Trauung geführt hat, bringt ein Vogelhändler Vögel und hat beiden gratuliert; dies ist geschehen am 25. Oktober 1759. Clausthal, gedruckt beim Buchdrucker Wendeborn.
Glück auf miteinander, ihr stattlichen Herren!

Da stellt sich der Tölpel auch ein aus der Ferne,

Er hat sich ja gerade schon die Freiheit genommen,

So ist er auch diesmal mit hereingekommen.

Sie haben ihm ja sonst was zum verdienen gegeben:

Ich habe schöne Vögel, wollen Sie sie sich anschauen?
A Das Verb luesen entstammt wohl dem Niedersächsischen. Es wurde laut Borchers 1929 [liːsən] gesprochen (das Erzgebirgische kennt kein ü) und bedeutet so viel wie „verdienen, Geld einnehmen“.
Faschingssprüche, welche die Kinder beim Betteln von Haus zu Haus aufsagen
Iich bi a klanner kenich (Ich bin ein kleiner König)

Gabt mr net ze wenich (Gebt mir nicht zu wenig)

Losst mich net ze lánge stii (Lasst mich nicht zu lange stehn)

Iich will e heisl weddergii (Ich will ein Häuslein weiter geh'n)

Iich bi a klanner zwarch (Ich bin ein kleiner Zwerg)

Un kumm net ibbern barch (Und komm nicht übern Berg)

Gabt’r mr ne márk (Gebt ihr mir eine Mark)

Do bi iich widder stárk (Dann bin ich wieder stark)

## Wortschatz

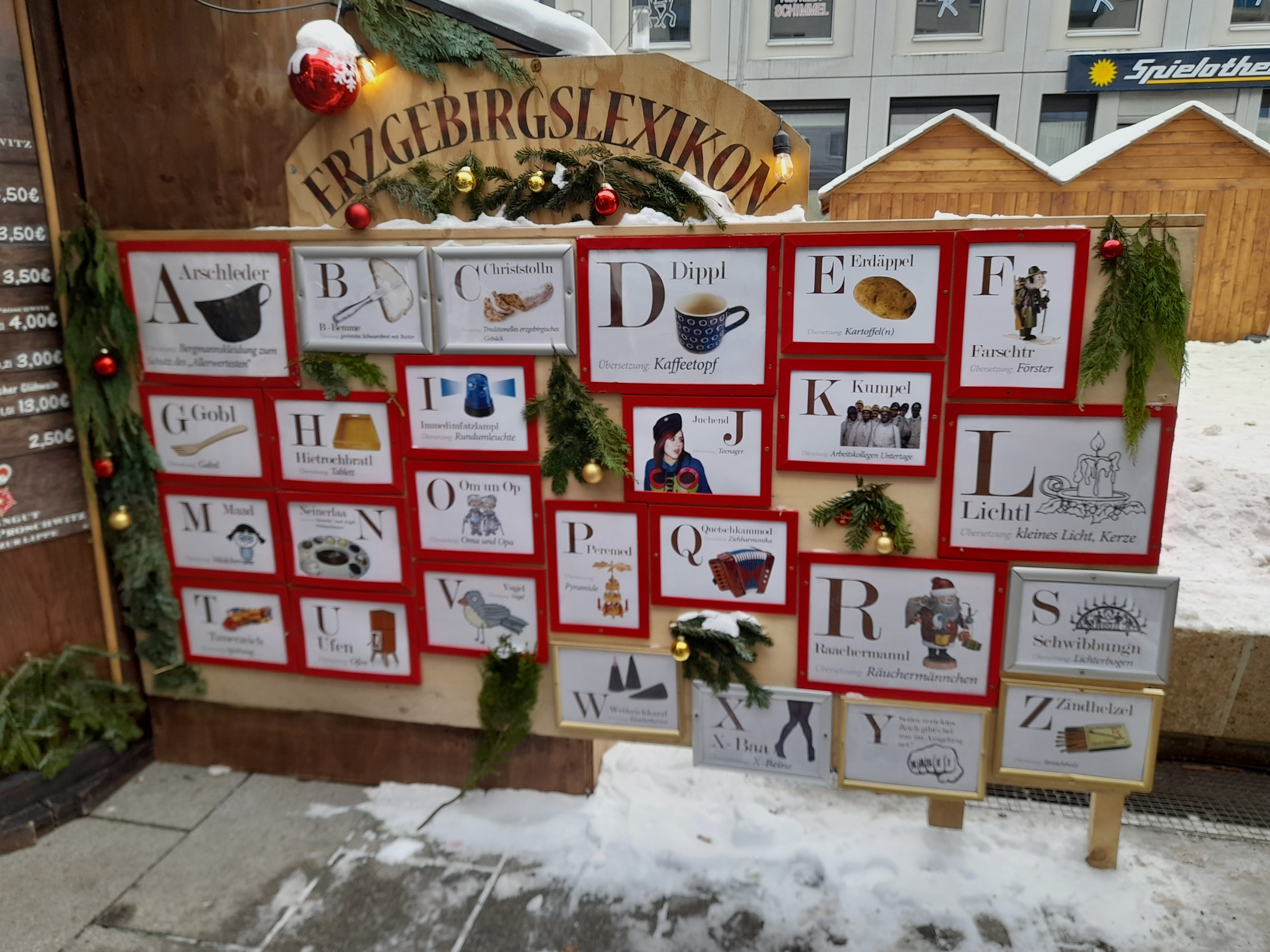
Erzgebirgslexikon auf dem Chemnitzer Weihnachtsmarkt

Wie in allen Dialekten gibt es auch im Erzgebirgischen Wörter, die man als Außenstehender nicht oder nur sehr schwer verstehen kann. Dazu gehören Verkürzungen langer Wörter, aber auch viele Wörter, die andere Dialekte, ja sogar einige erzgebirgische Unterdialekte nicht kennen. Die folgenden Tabellen enthalten einige Beispiele.

### Substantive
| Wort                | Aussprache (Nordwestdial.) | Übersetzung               | Bemerkungen |
| ------------------- | -------------------------- | ------------------------- | --- |
| aarb                | werzg. [ˈaːɰp]             | Arbeit                    | nur im Westdialekt |
| aardabl             | [ˈaːɰˌtæpl̩]                | Kartoffel                 | wörtl.: Erdapfel |
| ààziizeich          | [ˈʌːˌtsiːˌtsaɪ̯ʂ]           | Kleidung                  | wörtl.: Anziehzeug |
| àbort               | [ˈʌpɔɰt]                   | Toilette                  | |
| bambis              |                            | Kartoffelpuffer           | wohl zu dt. Pampe |
| bargmoo             |                            | Bergmann                  | im Mittleren Erzgebirge                                                                                                |
| bèg                 | [ˈpɛk]                     | Bäcker                    | |
| bèremèd             | [ˌpɛɣəˈmɛt]                | Weihnachtspyramide        | |
| bèrschd             | [ˈpɛɰʂʈ]                   | Bürste                    | |
| buss, plural bussen |                            | Bursche; Sohn             | im Mittleren Erzgebirge                                                                                                |
| burschdwich         | [ˈpʊɰʂʈvɪʂ]                | Besen                     | wörtl. Borstenwisch(er), auch baasn                                                                                    |
| dibl                | [ˈtɪpl̩]                    | Tasse                     | wörtl.: Töpfchen |
| draambuch           |                            | ein Unaufmerksamer        | wörtl. wohl Traumbuch                                                                                                  |
| dridewààr           | [ˌtxɪtəˈvʌːɰ]              | Gehsteig                  | vgl. frz. trottoir |
| fauns               | [ˈfaʊ̯ns]                   | Ohrfeige                  | auch faunst |
| feier               |                            | Feuer                     | |
| fuuchlbaarbaam      | [ˈfuːxl̩ˌpaːɰˌpaːm]         | Eberesche                 | wörtl.: Vogelbeerbaum                                                                                                  |
| fursool             |                            | Flur                      | wörtl.: Vorsaal |
| gack                |                            | Jacke                     | |
| gewiegtes           |                            | Hackfleisch               | |
| gogd                |                            | Jagd                      | im Mittleren Erzgebirge                                                                                                |
| goocher             | [ˈkæːχɔɰ]                  | Jäger                     | |
| gudsàger            | [ˈkʊtsˌʌkɔɰ]               | Friedhof                  | wörtl.: Gottesacker |
| hamml               |                            |                           | kleines Häppchen, Brotstück                                                                                            |
| handsching, handsch |                            | Handschuh                 | im Mittleren Erzgebirge                                                                                                |
| hèm                 | [ˈhɛm]                     | Hemd/Heim                 | |
| hiidrààbradl        | [ˈhiːˌtxʌːˌpxætl̩]          | Serviertablett            | wörtl.: Hintragebrettchen                                                                                              |
| hitsch              | [ˈhɪʈʂ]                    | Fußbank                   | |
| huchtsch            | [ˈhʊxʈʂ]                   | Hochzeit                  | auch Huchzich |
| kriibl              |                            | schlechter Mensch         | wörtl.: (regional) Kriebel, Kreppel verkümmerter Apfel, Fruchtmumie                                                    |
| kro                 |                            | alte Frau                 | vielleicht von Krähe                                                                                                   |
| lader               | [ˈlætɔɰ]                   | Leiter                    | auch lèdder |
| maad                |                            | Mädchen                   | wörtl.: Maid, es existiert auch wie im Hochdeutschen die Verniedlichung maadl                                          |
| matz                |                            | größere Menge, Ansammlung | |
| miinsln             |                            | Weidenkätzchen            | |
| nààmitsch           | [ˈnʌːmɪʈʂ]                 | Nachmittag                | auch noochmiddich |
| olieng              |                            | Anliegen                  | im Mittleren Erzgebirge                                                                                                |
| pfaar               | [ˈpfaːɰ]                   | Pferd                     | |
| porzello            |                            | Porzellan                 | im Mittleren Erzgebirge                                                                                                |
| reeng               | [ˈɣeːŋ]                    | Regen                     | |
| runksn              |                            | großes (Brot)Stück        | |
| sammel              |                            | Brötchen                  | wörtl. Semmel |
| schdagng            | [ˈʂʈækŋ̍]                   | Stecken, Stock            | |
| schduub             | [ˈʂʈuːp]                   | Wohnzimmer, Stube         | |
| (scheier)hààder     | [ˈʂaɪ̯ɔɰˌhʌːtɔɰ]            | Scheuerlappen             | |
| schmiich            | [ˈʂmiːʂ]                   | Zollstock                 | wörtl.: Schmiege |
| schnubbdichl        |                            | Taschentuch               | wörtl.: Schnupftüchlein, vgl. tschechisch „šnuptychel“                                                                 |
| seechams            |                            | Ameise                    | vgl. luxemburgisch „seichamse“, gefördert durch den Aberglauben, das Gift würde durch anseichen (urinieren) übertragen |
| sidichfir           |                            | Hinterwäldlerdorf         | vielleicht von sieh dich vor                                                                                           |
| unnernachtn         |                            | Rauhnächte/Unternächte    | in dieser Zeit darf keine Wäsche gewaschen oder aufgehängt werden                                                      |
| wottgack            |                            | Wattejacke                | im Mittleren Erzgebirge                                                                                                |
| zemitschasn         | [tsəˈmɪʈʂˌasn̩]             | Mittagessen               | wörtl.: Zumittagessen                                                                                                  |
| zèrwànsd            | [ˈtsɛɰˌvʌnst]              | Akkordeon                 | wörtl.: Zerrwanst |

### Verben
Die folgende Tabelle enthält einige Beispiele, insbesondere wird jedoch auf die umfangreiche Sammlung von I. Susanka (siehe Literatur) verwiesen. Da das Erzgebirge ein sehr niederschlagreiches Gebiet ist, gibt es zahlreiche Wörter für verschiedene Formen des Regnens.
| Wort            | Aussprache (Nordwestdial.) | Übersetzung                              | Bemerkungen                                             |
| --------------- | -------------------------- | ---------------------------------------- | ------------------------------------------------------- |
| arben           |                            | arbeiten                                 | im Mittleren Erzgebirge                                 |
| beschnorng      |                            | genau ansehen                            | im Mittleren Erzgebirge                                 |
| besuudln        | [pəˈsuːtl̩n]                | beschmutzen                              | wörtl. besudeln                                         |
| blààtschn       | [ˈplʌːʈʂn̩]                 | stark regnen (Platzregen)                |                                                         |
| blèègng         | [ˈplɛːkŋ̍]                  | laut schreien                            | wörtl.: „bläken“, vgl. „blöken“                         |
| braachln        |                            | brennen, zu sdt. bregeln                 | i.s.v. die Sonne brennt (heiß)                          |
| buchn           |                            | schlagen, besiegen                       | wörtl. pochen                                           |
| (rum)daaln      |                            | faulenzen, sich räkeln                   |                                                         |
| (a)dalfrn       |                            | anfassen, antatschen                     |                                                         |
| deebern         | [ˈteːpɔɰn]                 | toben, schimpfen                         |                                                         |
| derlaam         | werzg. [tɔɰˈlaːm]          | erleben                                  | (nicht im Nordwestdialekt)                              |
| drààschn        | [ˈtxʌːʂn̩]                  | stark regnen (Dauerregen)                |                                                         |
| dschinnorn      |                            | rutschen                                 |                                                         |
| eisàgn          | [ˈaɪ̯sʌkŋ̍]                  | einfüllen, einpacken                     | wörtl.: „einsacken“                                     |
| gaungzn         |                            | winseln, gähnen                          |                                                         |
| giigln un gagln |                            | rumfuchteln mit einem spitzen Gegenstand |                                                         |
| (auf)gniedln    |                            | aufknoten                                |                                                         |
| gogn            |                            | jagen                                    |                                                         |
| gwèstern        | [ˈkvɛstɔɰn]                | immer wieder rein und raus gehen         |                                                         |
| huhnacksch      |                            | spöttisch                                | im Mittleren Erzgebirge                                 |
| iinln           |                            | schauen, lugen                           | westerzgebirgisch oft auch „spaergn“                    |
| kambln          | [ˈkʰæmpl̩n]                 | sich prügeln                             | Verniedlichung von „kämpfen“, nur bei Kinderringkämpfen |
| kuddln          |                            | trinken                                  |                                                         |
| narng(d)wu      |                            | nirgendwo                                | im Mittleren Erzgebirge                                 |
| odln            |                            | mit Jauche düngen                        |                                                         |
| ollmeitoch      |                            | (schon) immer                            | im Mittleren Erzgebirge                                 |
| ogereimelt      |                            | mit Raureif bedeckt                      | im Mittleren Erzgebirge                                 |
| oständsch       |                            | anständig                                | im Mittleren Erzgebirge                                 |
| (rum)maarn      |                            | langsam sein                             |                                                         |
| (rum)modln      |                            | langsam sein                             |                                                         |
| ruscheln gieh   |                            | Schlitten fahren/gehen                   |                                                         |
| schurn          |                            | Schnee schippen/schieben                 |                                                         |
| schlosn         |                            | stark regnen (Platzregen)                |                                                         |
| schlurksn       |                            | pfuschen, schlürfend gehen               |                                                         |
| sèèng           |                            | urinieren                                | wörtl. seichen                                          |
| siifern         | [ˈsiːfɔɰn]                 | leicht nieseln                           | vgl. saufen, german. Göttin Sif                         |
| urschn          |                            | vergeuden                                |                                                         |
| vrhunebibln     |                            | verunstalten                             | vgl. verhohnepipeln, verhöhnen                          |
| wachln          |                            | züngeln, flackern (Feuer)                | zu bayr./öst. wacheln – wedeln                          |
| wiibln un wabln |                            | Gewimmel, wimmeln                        | zu mhd. wibel (Käfer) und dt. wabern                    |
| unnerenner      |                            | unsereiner; jemand wie ich               | im Mittleren Erzgebirge                                 |
| zutschn         |                            | ausschlürfen                             |                                                         |

### Sonstige Wörter
Wie viele deutsche Dialekte ist auch das Erzgebirgische sehr reich an Adverbien. Die Verwendung und Übersetzung von fei beispielsweise ist sehr vielfältig: Es kommt sowohl in Aufforderungen (Gii fei wag! „Geh endlich weg!“) als auch in Aussagen (s’reengd fei „es regnet übrigens“) zum Einsatz. Fei bekräftigt oder verstärkt oft im Sinne von „echt“ bzw. „wirklich“ (dr Omd wàr fei schii „der Abend war wirklich schön“; des gett fei net „das geht echt nicht“).
| Wort        | Aussprache (Nordwestdial.) | Übersetzung                        | Bemerkungen                                |
| ----------- | -------------------------- | ---------------------------------- | ------------------------------------------ |
| àlber       |                            | irre, verrückt                     | zu dt. albern                              |
| bill, bissl |                            | bisschen                           |                                            |
| doddisch    |                            | irre, verrückt, wild               | wohl zu dt. stottern bzw. Hottentotte      |
| dorwalle    |                            | dabei, obwohl (derweil)            | i. S. v. Ich blieb, dabei wollte ich gehen |
| dingenauf   | [ˌtɪŋəˈnaʊ̯f]               | bergauf, nach oben                 |                                            |
| eemol       |                            | einmal                             | im Mittleren Erzgebirge                    |
| emènde      | [əˈmɛndə]                  | möglicherweise                     | wörtl.: am Ende                            |
| enùseja     |                            | nun, so, deshalb                   | wörtl.: ei nun so ja                       |
| feeder      | [ˈfeːtɔɰ]                  | vorwärts, weiter                   | vgl. engl. further                         |
| fei         | [ˈfaɪ̯]                     | aber, nämlich, endlich, ziemlich   |                                            |
| fiir        | [ˈfiːɰ]                    | vor                                | auch in Zusammensetzungen                  |
| gaaling     | [ˈgæːlɪŋ]                  | heftig, vehement                   | wörtl.: jählings                           |
| galle       |                            | gell                               |                                            |
| hae         |                            | ja                                 |                                            |
| heier       | [ˈhaɪ̯ɔɰ]                   | dieses Jahr                        | wörtl.: heuer                              |
| hèm         | [ˈhɛm]                     | nach Hause                         | wörtl.: heim, auch è'hèm oder ham          |
| hiimundriim | [ˌhiːmʊnˈtxiːm]            | auf beiden Seiten                  | wörtl.: hüben und drüben                   |
| hinewiider  | [ˌhɪnəˈviːtɔɰ]             | hin und her                        | wörtl. hin und wieder                      |
| hutzelich   |                            | verschrumpelt, geschrumpft, faltig |                                            |
| ize         | [ˈɪtsə]                    | jetzt                              | von itzund                                 |
| lewandsch   |                            | lebendig                           | im Mittleren Erzgebirge                    |
| nààchert    | [ˈnʌːxɔɰt]                 | nachher                            | auch nòòcherts                             |
| numero      |                            | nunmehr                            |                                            |
| oltvatersch |                            | altmodisch                         | im Mittleren Erzgebirge                    |
| pupsch      |                            | kümmerlich                         | im Mittleren Erzgebirge                    |
| rausmochen  |                            | ernten                             | im Mittleren Erzgebirge                    |
| zàm         | [ˈtsʌm]                    | zusammen                           |                                            |
| zàmnamsch   |                            | sparsam                            | wörtl.: zusammennehmend, auch zàmnamit     |
| zomgeroten  |                            | in Streit geraten                  | im Mittleren Erzgebirge                    |

### Ausrufe
Die im Erzgebirgischen verwendeten Interjektionen unterscheiden sich teilweise stark von denen im Standarddeutschen. Aufgrund des vom Bergbau geprägten Sprachgebiets wird im alltäglichen Gebrauch auch heute noch sehr verbreitet der Bergmannsgruß Glig auf! oder zusammengezogen Gauf! (deutsch „Glück auf!“) verwendet. Soll eine negative Aussage bejaht werden, sagt man Ujuu! [ˈʊjuː], mancherorts auch Ajuu! [ˈajuː], (deutsch „Doch!“). In der Zwickauer Form Oia! ist die Abstammung von „Oh, ja!“ noch am deutlichsten erkennbar. – Wird hingegen eine positive Aussage verneint, verwendet man È(schà)! [ˈɛ(ˌʂʌ)] (deutsch „Nein!“). Dieser Ausruf wird auch, allerdings mit einer anderen Intonation, zum Ausdruck der Überraschung eingesetzt.

## Erzgebirgisches Wort des Jahres
Seit 2017 organisieren der Erzgebirgsverein und die Tageszeitung Freie Presse Abstimmungen zum erzgebirgischen Wort des Jahres. Die Siegerwörter waren 2017: Sperrguschn (neugierige Personen), 2018: kaabsch (mäkelig beim Essen), 2019: Lorks (schlechte Ware, Ausschuss), 2020: dambern (lange Zeit für etwas brauchen), 2021: ausbuzeln (ausschlafen), 2022: nausbelzen (an die frische Luft schicken), 2023: Dippl (Tasse), 2024: Kafterle (Abstellkammer).

### Grammatiken und andere sprachwissenschaftliche Veröffentlichungen
- Friedrich Barthel: Der vogtländisch-westerzgebirgische Sprachraum – Kulturgeographische Untersuchungen zum Grenzproblem. Diss. Universität Leipzig. Gräfenhainichen 1933.
- Friedrich Barthel: Nachwort. Mundart und Mundartdichtung des Erzgebirges und Vogtlandes. In: Manfred Blechschmidt (Hrsg.): Stimmen der Heimat. Dichtungen in erzgebirgischer und vogtländischer Mundart von den Anfängen bis zur Gegenwart. 2. durchgesehene Auflage. Friedrich Hofmeister, Leipzig 1965, S. 349–364.
- Horst Becker: Sächsische Mundartenkunde. Entstehung, Geschichte und Lautstand der Mundarten Sachsens und Nordböhmens. Dresden o. J. (etwa 1938).
- Manfred Blechschmidt: Von der Mundart im Erzgebirge. In: Muttersprache 96 (1986), S. 53–57.
- Oswin Böttger: Der Satzbau der erzgebirgischen Mundart. Inaugural-Dissertation. Leipzig 1904 (Internet Archive).
- Erich Borchers: Sprach- und Gründungsgeschichte der erzgebirgischen Kolonie im Oberharz. Marburg 1929.
- Ernst Goepfert: Die Mundart des sächsischen Erzgebirges nach den Lautverhältnissen, der Wortbildung und Flexion dargestellt. Mit einer Uebersichtskarte des Sprachgebietes. Leipzig 1878 (Internet Archive).
- Elvira Werner: Mundart im Erzgebirge. Hrsg.: Sächsische Landesstelle für Volkskultur (= Weiß-Grün. Band 17). Druck- und Verlagsgesellschaft, Marienberg 1999, ISBN 3-931770-18-4.

### Sonstige Literatur
- Waltraud Krannich: Wörterbuch der erzgebirgischen Mundart. Chemnitzer Verlag, Chemnitz 2018, ISBN 978-3-944509-58-7.
- Harald Kraut, Günter Claußnitzer, Herbert Kaden, Albrecht Kirsche: Osterzgebirgsche Mundarten. 800 Redewendungen und Zitate. Freiberg 2009.
- Louis Kühnhold: Erzählungen vom Oberharz in Oberharzer Mundart. Eigenverlag, 1928.
- Irmtraud Susanka: Wie mir drham geredt homm. Unsere Mundart im Bezirke Kaaden-Duppau. Verlag des Kaadener Heimatbriefs, Bayreuth o. J., ohne ISBN.